# Ribatajada
Ribatajada är en ort i Spanien.   Den ligger i provinsen Provincia de Cuenca och regionen Kastilien-La Mancha, i den centrala delen av landet, 130 km öster om huvudstaden Madrid. Ribatajada ligger 939 meter över havet och antalet invånare är 111.
Terrängen runt Ribatajada är kuperad åt sydost, men åt nordväst är den platt. Runt Ribatajada är det mycket glesbefolkat, med 6 invånare per kvadratkilometer. Närmaste större samhälle är Albalate de las Nogueras, 9,3 km väster om Ribatajada. 